# Károly Levitzky
Károly Levitzky, född 1 maj 1885 i Dorgoș, död 23 augusti 1978 i Budapest, var en ungersk roddare.
Levitzky blev olympisk bronsmedaljör i singelsculler vid sommarspelen 1908 i London.